# Grandglise
Grandglise est une section de la commune belge de Belœil située en Wallonie picarde dans la province de Hainaut.
Elle est centralisée autour de la route N50 qui la traverse, où se concentrent la majorité de la population et des commerces.

## Géographie

### Situation
Son altitude varie de 32 mètres au niveau du canal Nimy-Blaton-Péronnes jusqu'à 75 mètres aux abords de la mer de sable de Stambruges.
Le village est desservi par la route nationale N50, qui le traverse du nord-ouest à l'est, ainsi que par l'autoroute A16, située au sud, en raison de sa proximité avec Tournai à environ 25 km et Mons à environ 20 km.
Deux canaux traversent le village : le canal Nimy-Blaton-Péronnes, qui longe le sud, et le canal Blaton-Ath, qui passe par le centre de Grandglise.

## Évolution démographique
- Sources : INS, Rem. : 1831 jusqu'en 1970 = recensements, 1976 = nombre d'habitants au 31 décembre.

## Histoire
Avant 1963, il s'agissait d'une commune à part entière. Elle a été fusionnée avec la commune de Stambruges en 1963 pour former la commune de Stambruges-Grandglise. Celle-ci a ensuite été intégrée à l'entité de Beloeil lors de la fusion des communes de 1977.

## Liste des bourgmestres de 1830 à 1963
- Simon Flamme, de 1947 à 1964, (PSB).

## Galerie

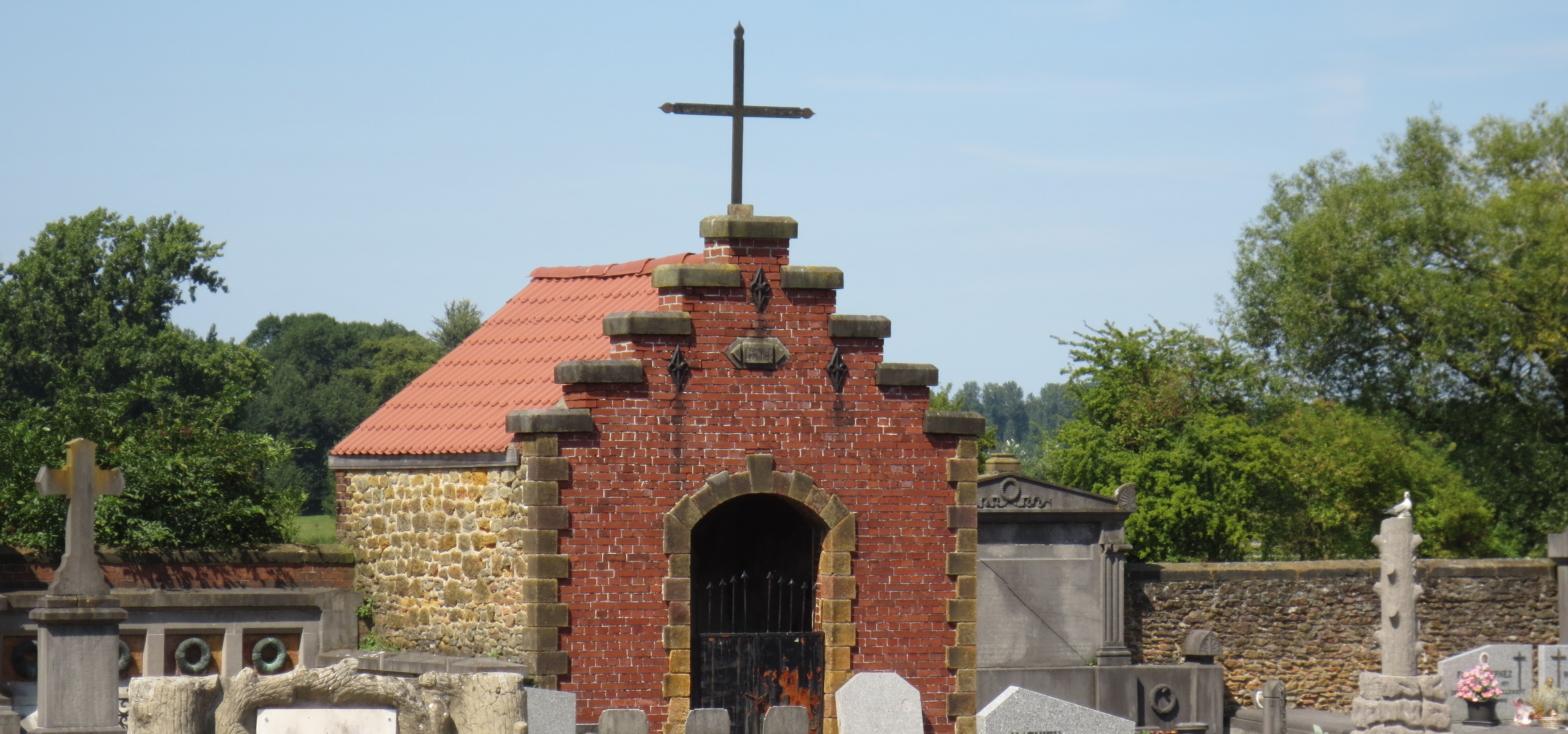
Le calvaire.
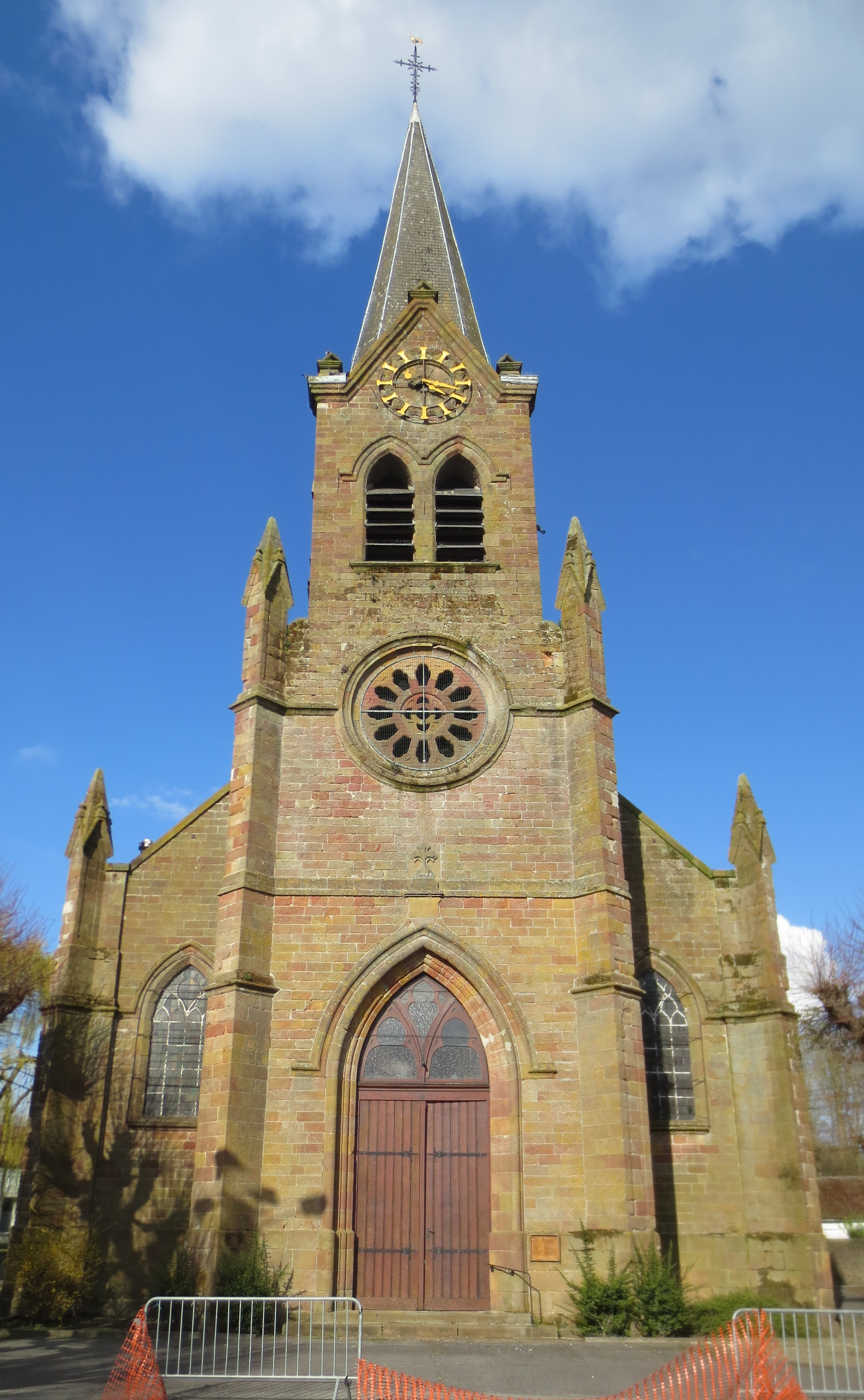
L'église.
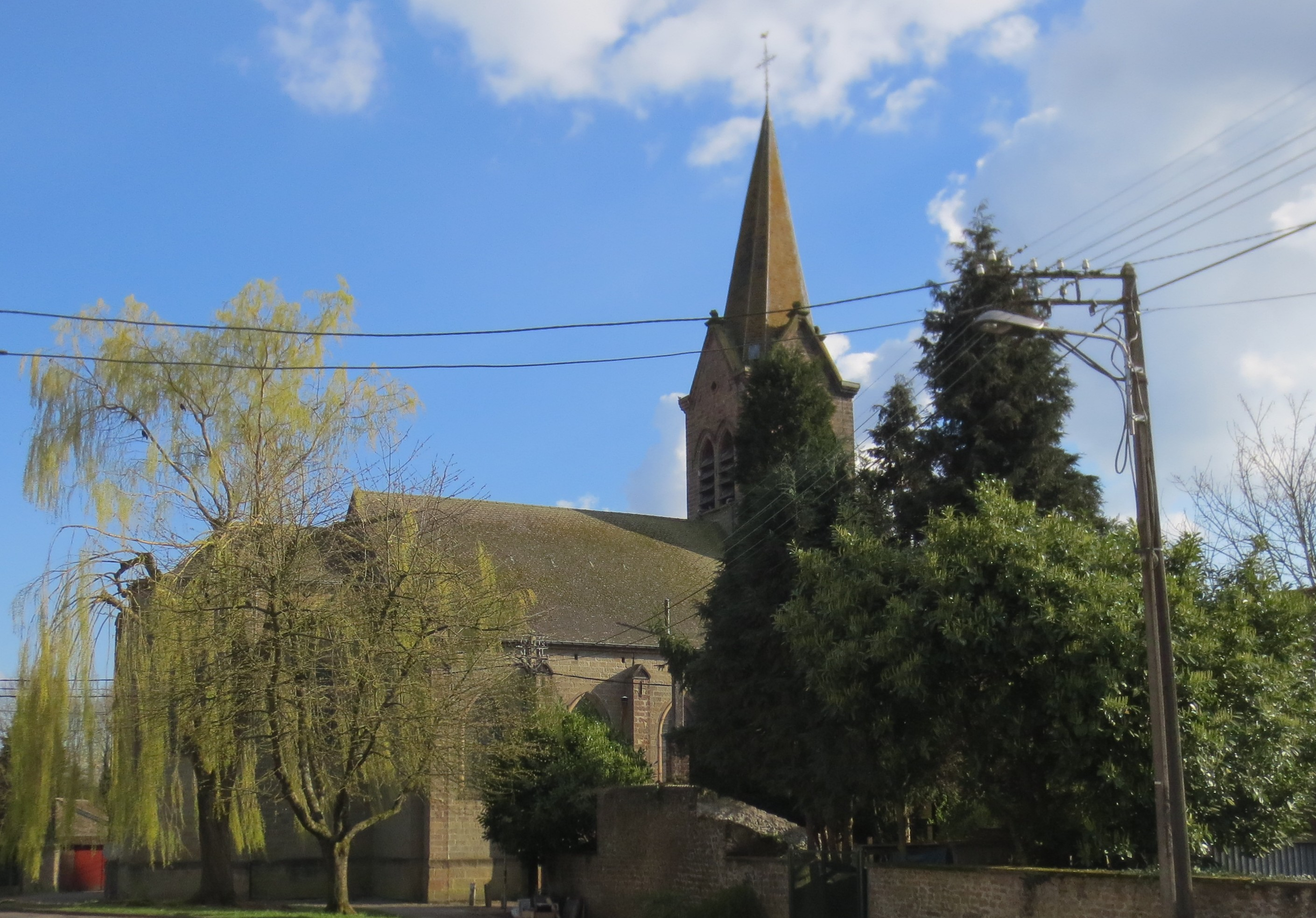
Le clocher.